# Tukwila (Washington)
Tukwila è una città degli Stati Uniti, situata nella contea di King, nello Stato di Washington.

## Geografia fisica
Le coordinate geografiche della città sono 47°28′42″N 122°16′32″W (47.478243 -122.275432). Tukwila ha una superficie di 23,5 km², di cui 23,1 coperti da terra e 0,4 coperti d'acqua. Le città limitrofe: Renton, SeaTac, Burien, Seattle, Kent e Des Moines. Tukwila è situata a 42 m s.l.m.

## Società

### Evoluzione demografica
Secondo il censimento del 2000, Tukwila contava 17.181 abitanti e 7.186 famiglie. La densità di popolazione era di 731,10 abitanti per chilometro quadrato. Le unità abitative erano 7.725, con una media di 328,72 per chilometro quadrato. La composizione razziale contava il 58,63% di bianchi, il 12,79% di afroamericani, l'1,30% di nativi americani, il 10,88% di asiatici e l'8,06% di altre razze. Gli ispanici e i latini erano il 13,56% della popolazione residente. Il 36,4% delle famiglie erano coppie sposate che vivono insieme.
Il 24,0% della popolazione aveva meno di 18 anni, il 10,4% aveva tra i 18 e i 24, il 37,3% aveva tra i 25 e i 44 anni, il 20,5% aveva tra i 45 e i 64 anni e il 7,8% aveva più di 65 anni. L'età media della popolazione era di 33 anni. Per ogni 100 donne c'erano 109,3 uomini. Il reddito per una famiglia era di $42.442. Gli uomini avevano un reddito di $35.525, mentre le donne di $28.913. Circa l'8,8% delle famiglie e il 12,7% della popolazione era al di sotto della soglia di povertà.
| Anno | Abitanti |
| ---- | -------- |
| 1910 | 361      |
| 1920 | 453      |
| 1930 | 424      |
| 1940 | 521      |
| 1950 | 800      |
| 1960 | 1.804    |
| 1970 | 3.496    |
| 1980 | 3.578    |
| 1990 | 11.874   |
| 2000 | 17.181   |